# Noctua undulata
Noctua undulata är en fjärilsart som beskrevs av Hackray 1945. Noctua undulata ingår i släktet Noctua och familjen nattflyn. Inga underarter finns listade i Catalogue of Life.